# Pimpinella heyneana
Pimpinella heyneana är en flockblommig växtart som först beskrevs av Nathaniel Wallich och Dc., och fick sitt nu gällande namn av Wilhelm Sulpiz Kurz. Pimpinella heyneana ingår i släktet bockrötter, och familjen flockblommiga växter. Inga underarter finns listade i Catalogue of Life.